# Jonathan Aka
Jonathan Roger Aka (Parigi, 13 settembre 1986) è un ex cestista francese.

## Palmarès
- Coppa di Francia: 1

Paris-Levallois: 2012-2013
- Leaders Cup: 1

Monaco: 2016
- Match des Champions: 1

Digione: 2006